# Садовое (Лозовский район)
Садовое (укр. Садове), село,
Садовский сельский совет,
Лозовский район,
Харьковская область.
Код КОАТУУ — 6323986001. Население по переписи 2001 года составляет 439 (199/240 м/ж) человек.
Является административным центром Садовского сельского совета, в который, кроме того, входят сёла
Богомоловка,
Бритай,
Ивановка и
Риздвянка.

## Географическое положение
Село Садовое находится на правом берегу реки Бритай,
выше по течению на расстоянии в 2 км расположено село Ивановка,
ниже по течению на расстоянии в 2 км расположено село Богомоловка,
на противоположном берегу — сёла Бритай и Риздвянка.
Через село проходит автомобильная дорога Т-2109.

## История
- 1871 — дата основания.

В 1946 г. Указом ПВС УССР хутор Регерский переименован в Садовый.

## Экономика
- «Садовое», сельскохозяйственное ЧП.

## Достопримечательности
- Братская могила советских воинов и Памятный знак воинам-односельчанам. Похоронено 78 воинов.

## Религия
- Николаевский храм.